# Shooting Star (2000)
Shooting Star is een Japanse comedy-film uit 2000 van regisseur Hiromitsu Yamanaka. De film is volledig Engelstalig.

## Cast
| Acteur        | Personage |
| ------------- | --------- |
| Ken Ogata     | Kikujiro  |
| Yosuke Eguchi | Kawasaki  |
| Mami Shimizu  | Hitomi    |